# Azerbajdžanfilm
Azerbajdžanfilm (azerski: Azərbaycanfilm, ruski: Азербайджанфильм) je filmska tvrtka osnovana 1920. u sovjetskom Azerbajdžanu. Danas je to najstarija filmska tvrtka u Azerbajdžanu.
Prvi film tog studija bio je "Legenda o Djevojačkoj kuli" (azerski: Qiz qalasi əfsanəsi), ruski: Легенда о Девичьей башне) iz 1924. godine.

## Vanjske poveznice
- Azerbajdžanfilm službena stranica  Arhivirana inačica izvorne stranice od 26. veljače 2016. (Wayback Machine) (azer.) (engl.) (rus.)
- Azerbajdžanfilm studio — IMDb (engl.)